# Деперсонализација (поремећај)
Деперсонализација (поремећај) је врста дисоцијативног поремећаја коју карактерише борба индивидуе са унутрашњим конфликтима и анксиозношћу кроз психолошко одвајање („детачмент“) или осећање бивања у надреалним ситуацијама. Деперсонализација и дереализација су главни симптоми, али појединци могу искусити депресију и хипохондрију.